# Drahomír Suchánek
Drahomír Suchánek (* 21. srpna 1972 Brno) je český historik specializující se na středověké dějiny.
Absolvoval studium katolické teologie a kanonického práva na Katolické teologické fakultě Univerzity Karlovy a dějiny mezinárodních vztahů a světové politiky na Filozofické fakultě téže univerzity, kde v současné době vyučuje. V roce 2023 se habilitoval v oboru světové dějiny a obecné dějiny. 
Mimo výuku na FFUK působí také na Fakultě filozofické Západočeské univerzity v Plzni. Ve svém bádání se specializuje zejména na problematiku církevních a středověkých dějin a svoji badatelskou činnost zaměřuje na obor papežských dějin a vztahů mezi duchovní a světskou mocí.

## Publikace
- In nomine Domini: papežské volby v období gregoriánské reformy. Praha: Karolinum, 2022. ISBN 978-80-247-3719-5
- Církevní dějiny – Novověk, Grada, 2018. ISBN 978-80-247-3719-5
- Církevní dějiny – Antika a středověk, Grada, 2013. ISBN 978-80-247-3719-5
- Právo exklusivity při papežských volbách, Aleš Skřivan, 2012. ISBN 978-80-86493-32-9
- Dějiny Lichtenštejnska, Nakladatelství Lidové noviny, 2011. ISBN 978-80-7422-111-8
- Imperium et sacerdotium – Říšská církev na přelomu prvního a druhého tisíciletí, Univerzita Karlova. Filozofická fakulta, 2011. ISBN 978-80-7308-338-0
- Totalitarismus 3: Totalita, autorita a moc v proměnách času a prostoru, Dryada, 2007. ISBN 978-80-87025-15-4
- Metternich & jeho doba, Západočeská univerzita. Fakulta filozofická, 2009. ISBN 978-80-7043-860-2
- Inventář pozůstalosti Adolfa Procházky, Stilus Press, 2009. ISBN 978-80-87122-02-0